# Petrobras
Petróleo Brasileiro S.A. eller Petrobras er et statsejet multinationalt brasiliansk olie- og gasselskab.
Petrobras blev etableret i 1953 under Getúlio Vargas' regering.